# Délégation de Kébili Nord
Kébili Nord est une délégation tunisienne dépendant du gouvernorat de Kébili.
En 2004, elle compte 29 429 habitants dont 14 487 hommes et 14 942 femmes répartis dans 6 141 ménages et 6 929 logements.